# Florence Bell
Florence Ogilvy Bell (Londres, 1 de mayo de 1913–Heresford, 23 de noviembre de 2000), conocida también por su nombre de casada Florence Sawyer, fue una científica británica que contribuyó al descubrimiento de la estructura del ADN.

## Primeros años y educación
Florence Ogilvy Bell nació en Brondesbury Park, Londres, la segunda hija de Thomas Bell y su mujer, Annie Mary Lucas. Su padre era fotógrafo y director publicitario. Bell asistió a la escuela en Acton. Más tarde estudió Ciencias Naturales en el Girton College, Cambridge, entre 1932 y 1935; se concentró principalmente en las asignaturas de Química, Física y Mineralogía.
Durante sus estudios, John Desmond Bernal le enseñó la técnica de cristalografía de rayos x para estudiar moléculas biológicas. Bell se trasladó a la Universidad de Mánchester, donde trabajó con Lawrence Bragg en la cristalografía de proteínas. En 1937, William Astbury escribió a Lawrence Bragg para pedirle ayuda para reclutar un cristalógrafo para su laboratorio, y Bragg recomendó a Bell como una «candidata excelente». Durante sus estudios de doctorado con Astbury en la Universidad de Leeds, Bell utilizó la difracción de rayos X para caracterizar varias biomoléculas, entre ellas los ácidos nucleicos. Su proyecto inicial era el estudio de la estructura de multicapas de proteínas, pero Astbury la dirigió a investigar el ADN como la segunda parte de su tesis tras recibir muestras purificadas de este material. Bell se doctoró en 1939. Su libreta de notas y la tesis se encuentran en las Colecciones Especiales de la Universidad de Leeds.

## Carrera científica
Durante su estancia en el laboratorio de Astbury en Leeds, Bell ideó un método para estirar las fibras de ADN y disponerlas en forma de láminas secas de material puro; con este método consiguió los patrones de difracción de rayos X más claros obtenidos hasta entonces, y confirmó que el ADN presentaba una estructura regular, con periodicidad de 3,3-3,4 Å a lo largo del eje longitudinal de la fibra. Bell estudió los ácidos nucleicos de las levaduras, el páncreas, el virus del mosaico del tabaco y el timo de las vacas, y se percató de que «los inicios de la vida están claramente asociados a la interacción entre proteínas y ácidos nucleicos». Bell y Astbury publicaron su investigación del ADN por rayos X en 1938, describiendo la estructura de los nucleótidos como una «pila de peniques». Astbury presentó este trabajo en el Laboratorio Cold Spring Harbor. Por entonces no eran conscientes de que la conformación «A» del ADN puede tranformarse en ADN-B en presencia de humedad, por lo que sus fotografías del patrón de difracción no eran tan nítidas como la fotografía 51 tomada por Gosling en 1952.
Los resultados de la investigación que Astbury y Bell llevaron a cabo en proteínas aparecieron en las actas de los congresos «Rayos X y la estequiometría de las proteínas», «Estudio de rayos X del ácido timonucleico» y «Examen óptico y de rayos X y medida directa de multicapas de proteínas». Durante su colaboración, Bell se mostraba dispuesta a cuestionar las ideas de Astbury, cualidad que este admiraba, refiriéndose a ella como su «abogada del diablo».
Aunque varios detalles de la estructura del ADN propuesta por Bell son incorrectos, al demostrar que la molécula poseía un orden interno que hacía factible su estudio mediante la técnica de cristalografía de rayos X sentó las bases para el trabajo futuro de Maurice Wilkins, Rosalind Franklin y Raymond Gosling y proporcionó a James Watson y Francis Crick un dato clave -la distancia entre bases adyacentes- cuando estos intentaron elaborar su propio modelo de la molécula del ADN.

## Segunda Guerra Mundial y traslado a Estados Unidos
En 1941, durante la Segunda Guerra Mundial, la WAAF (Women's Auxiliary Air Force, fuerza auxiliar para mujeres de la Real Fuerza Aérea británica) reclutó a Bell. La Universidad de Leeds y William Astbury escribieron a la Oficina de Guerra para librarla del servicio y mantuvieron vacante su posición en el laboratorio. Sin embargo Bell se había enamorado de un soldado estadounidense, el capitán James Herbert Sawyer, y notificó a la universidad su intención de casarse y ubicarse en los Estados Unidos. Bell y Sawyer se casaron el 21 de diciembre de 1942 en Ambleside y posteriormente se trasladaron a los Estados Unidos. Bell trabajó para la British Air Comission en Washington D. C. y más tarde obtuvo un puesto como química industrial en la compañía Magnolia Petroleum en Beaumont, Tejas. Falleció en 2000.